# 松下三十郎
松下 三十郎（まつした さんじゅうろう、1918年8月31日 - 2004年1月24日）は奈良県出身の北海道大学名誉教授。

## 歴史
- 1918年 8月31日、奈良県に生まれる。
- 1943年 9月、北海道帝国大学理学部化学科を卒業。
- 1945年 10月、北海道帝国大学触媒化学研究所研究補助となる。
- 1948年 3月、北海道帝国大学触媒化学研究所研究補助から退職、4月、北海道大学触媒研究所研究員となる
- 1950年 11月、北海道大学理学部助教授となる。
- 1963年 米国ニューハンプシャー州で開催されたゴードン会議において招待講演をした。
- 1964年 4月、理学部化学第二学科の新設に伴って、平衡論講座担当助教授になる。
- 1965年 3月、平衡論講座担当教授となる。
- 1982年 定年になり、北海道大学を退官し、北海道大学名誉教授となる。
- 1992年 4月、勲三等旭日中綬章を授与
- 2004年 1月24日、病院で肺炎のため死去、享年86（85歳）。